# Liste der dänischen Transportminister
Diese Liste umfasst Minister, die für Verkehr und Verkehrsinfrastruktur in Dänemark zuständig waren.
Von 1894 bis 1986 hieß der zuständige Minister Minister für öffentliche Arbeiten (Minister for offentlige arbejder). Seit 1986 ist der Titel Verkehrsminister (dän. trafikminister, seit 2005 transportminister).
Vor dieser Zeit waren für die schon vorhandenen Eisenbahnstrecken andere Ministerien wie etwa das Innenministerium oder das Kriegsministerium zuständig.
| Anfang                            | Ende                              | Minister                            | Partei                            | Regierung                                            |
| Minister für öffentliche Arbeiten | Minister für öffentliche Arbeiten | Minister für öffentliche Arbeiten   | Minister für öffentliche Arbeiten | Minister für öffentliche Arbeiten                    |
| --------------------------------- | --------------------------------- | ----------------------------------- | --------------------------------- | ---------------------------------------------------- |
| 15. Januar 1894                   | 20. April 1896                    | Hans Peter Ingerslev                | Højre                             | Regierung Estrup, Reedtz-Thott                       |
| 20. April 1896                    | 23. Mai 1897                      | Hugo Hørring                        | Højre                             | Regierung Reedtz-Thott                               |
| 24. April 1900                    | 24. Juli 1901                     | Christian Juul-Rysensteen           | Højre                             | Regierung Sehested                                   |
| 24. Juli 1901                     | 15. Februar 1902                  | Viggo Hørup                         | Venstrereformpartiet              | Regierung Deuntzer                                   |
| 15. Februar 1902                  | 14. Januar 1905                   | Christopher Hage                    | Venstrereformpartiet              | Regierung Deuntzer                                   |
| 14. Januar 1905                   | 24. Juli 1908                     | Svend Høgsbro                       | Venstre                           | Regierung Christensen                                |
| 24. Juli 1908                     | 16. August 1909                   | Jens Jensen-Sønderup                | Venstre                           | Regierung Christensen, Neergaard I                   |
| 16. August 1909                   | 28. Oktober 1909                  | Thomas Christian Larsen             | Venstre                           | Regierung Holstein-Ledreborg                         |
| 28. Oktober 1909                  | 2. Februar 1910                   | Jens Jørgen Jensen Onsted           | Det Radikale Venstre              | Regierung Zahle I                                    |
| 2. Februar 1910                   | 5. Juli 1910                      | Wilhelm Weimann                     | Venstre                           | Regierung Zahle II                                   |
| 5. Juli 1910                      | 21. Juni 1913                     | Thomas Christian Larsen             | Venstre                           | Regierung Klaus Berntsen                             |
| 21. Juni 1913                     | 29. März 1920                     | Jens Hassing-Jørgensen              | Det Radikale Venstre              | Regierung Zahle II                                   |
| 29. März 1920                     | 5. April 1920                     | Niels Christensen Monberg           |                                   | Regierung Otto Liebe                                 |
| 5. April 1920                     | 5. Mai 1920                       | Kristen Riis-Hansen                 |                                   | Regierung Friis                                      |
| 5. Mai 1920                       | 23. April 1924                    | Marius Abel Nielsen Slebsager       | Venstre                           | Regierung Neergaard II & III                         |
| 23. April 1924                    | 14. Dezember 1926                 | Johannes Friis Skotte               | Socialdemokratiet                 | Regierung Stauning I                                 |
| 14. Dezember 1926                 | 30. April 1929                    | Johannes Stensballe                 | Venstre                           | Regierung Madsen-Mygdal                              |
| 30. April 1929                    | 4. November 1935                  | Johannes Friis Skotte               | Socialdemokratiet                 | Regierung Stauning II                                |
| 4. November 1935                  | 15. September 1939                | Niels Peter Fisker                  | Socialdemokraterne                | Regierung Stauning II                                |
| 15. September 1939                | 10. April 1940                    | Axel I. Sørensen (Verkehrsminister) | Socialdemokraterne                | Regierung Stauning IV                                |
| 10. April 1940                    | 5. Mai 1945                       | Gunnar Larsen                       | Parteiloser                       | Regierung Stauning VI, Buhl I, Scavenius             |
| 9. November 1942                  | 5. Mai 1945                       | Niels Elgaard                       | Venstre                           | Regierung Scavenius                                  |
| 5. Mai 1945                       | 7. November 1945                  | Carl Petersen                       | Socialdemokraterne                | Regierung Buhl II                                    |
| 5. Mai 1945                       | 7. November 1945                  | Alfred Jensen (Verkehrsminister)    | Danmarks Kommunistiske Parti      | Regierung Buhl II                                    |
| 7. November 1945                  | 13. November 1947                 | Niels Elgaard                       | Venstre                           | Regierung Kristensen                                 |
| 13. November 1947                 | 17. September 1950                | Carl Petersen                       | Socialdemokratiet                 | Regierung Hedtoft I                                  |
| 17. September 1950                | 30. Oktober 1950                  | Frede Nielsen                       | Socialdemokratiet                 | Regierung Hedtoft I                                  |
| 30. Oktober 1950                  | 25. April 1952                    | Victor Larsen                       | Det Konservative Folkeparti       | Regierung Eriksen                                    |
| 25. April 1952                    | 30. September 1953                | Jørgen Jørgensen                    | Det Konservative Folkeparti       | Regierung Eriksen                                    |
| 30. September 1953                | 1. September 1955                 | Carl Petersen                       | Socialdemokratiet                 | Regierung Hedtoft II                                 |
| 1. September 1955                 | 28. November 1966                 | Kai Lindberg                        | Socialdemokratiet                 | Regierung Hansen II, Kampmann I & II, Krag I & II    |
| 28. November 1966                 | 2. Februar 1968                   | Svend Horn                          | Socialdemokratiet                 | Regierung Krag II                                    |
| 2. Februar 1968                   | 11. Oktober 1971                  | Ove Guldberg                        | Venstre                           | Regierung Baunsgaard                                 |
| 11. Oktober 1971                  | 19. Dezember 1973                 | Jens Kampmann                       | Socialdemokratiet                 | Regierung Krag III, Jørgensen I                      |
| 19. Dezember 1973                 | 13. Februar 1975                  | Kresten Damsgaard                   | Venstre                           | Regierung Hartling                                   |
| 13. Februar 1975                  | 26. Februar 1977                  | Niels Matthiasen                    | Socialdemokratiet                 | Regierung Jørgensen II                               |
| 26. Februar 1977                  | 30. August 1978                   | Kjeld Olesen                        | Socialdemokratiet                 | Regierung Jørgensen II                               |
| 30. August 1978                   | 26. Oktober 1979                  | Ivar Hansen                         | Venstre                           | Regierung Jørgensen III                              |
| 26. Oktober 1979                  | 15. Oktober 1981                  | Jens Risgaard Knudsen               | Socialdemokratiet                 | Regierung Jørgensen IV                               |
| 15. Oktober 1981                  | 30. Dezember 1981                 | Knud Heinesen                       | Socialdemokratiet                 | Regierung Jørgensen V                                |
| 30. Dezember 1981                 | 10. September 1982                | Jens Kristian Hansen                | Socialdemokratiet                 | Regierung Jørgensen V                                |
| 10. September 1982                | 14. August 1986                   | Arne Melchior                       | Centrum-Demokraterne              | Regierung Schlüter I                                 |
| Verkehrsminister                  |                                   |                                     |                                   |                                                      |
| 14. August 1986                   | 3. Juni 1988                      | Frode Nør Christensen               | Centrum-Demokraterne              | Regierung Schlüter I & II                            |
| 3. Juni 1988                      | 10. Januar 1989                   | Hans Peter Clausen                  | Det Konservative Folkeparti       | Regierung Schlüter III                               |
| 10. Januar 1989                   | 18. Dezember 1990                 | Knud Østergaard                     | Det Konservative Folkeparti       | Regierung Schlüter III                               |
| 18. Dezember 1990                 | 25. Januar 1993                   | Kaj Ikast                           | Det Konservative Folkeparti       | Regierung Schlüter IV                                |
| 25. Januar 1993                   | 28. Januar 1994                   | Helge Mortensen                     | Socialdemokratiet                 | Regierung Poul Nyrup Rasmussen I                     |
| 28. Januar 1994                   | 30. Dezember 1996                 | Jan Trøjborg                        | Socialdemokratiet                 | Regierung Poul Nyrup Rasmussen I & II                |
| 30. Dezember 1996                 | 23. März 1998                     | Bjørn Westh                         | Socialdemokratiet                 | Regierung Poul Nyrup Rasmussen III                   |
| 23. März 1998                     | 23. Februar 2000                  | Sonja Mikkelsen                     | Socialdemokratiet                 | Regierung Poul Nyrup Rasmussen IV                    |
| 23. Februar 2000                  | 27. November 2001                 | Jacob Buksti                        | Socialdemokratiet                 | Regierung Poul Nyrup Rasmussen IV                    |
| 27. November 2001                 | 18. Februar 2005                  | Flemming Hansen                     | Det Konservative Folkeparti       | Regierung Anders Fogh Rasmussen I                    |
| Transportminister                 |                                   |                                     |                                   |                                                      |
| 18. Februar 2005                  | 12. September 2007                | Flemming Hansen                     | Det Konservative Folkeparti       | Regierung Anders Fogh Rasmussen II                   |
| 12. September 2007                | 23. November 2007                 | Jakob Axel Nielsen                  | Det Konservative Folkeparti       | Regierung Anders Fogh Rasmussen II                   |
| 23. November 2007                 | 10. September 2008                | Carina Christensen                  | Det Konservative Folkeparti       | Regierung Anders Fogh Rasmussen III                  |
| 10. September 2008                | 23. Februar 2010                  | Lars Barfoed                        | Det Konservative Folkeparti       | Regierungen Fogh Rasmussen III und Løkke Rasmussen I |
| 23. Februar 2010                  | 3. Oktober 2011                   | Hans Christian Schmidt              | Venstre                           | Regierung Løkke Rasmussen I                          |
| 3. Oktober 2011                   | 9. August 2013                    | Henrik Dam Kristensen               | Socialdemokraterne                | Regierung Helle Thorning-Schmidt I                   |
| 9. August 2013                    | 30. Januar 2014                   | Pia Olsen Dyhr                      | Socialistisk Folkeparti           | Regierung Helle Thorning-Schmidt I                   |
| 3. Februar 2014                   | 28. Juni 2015                     | Magnus Heunicke                     | Socialdemokraterne                | Regierung Helle Thorning-Schmidt II                  |
| 28. Juni 2015                     | 28. November 2016                 | Hans Christian Schmidt              | Venstre                           | Regierung Lars Løkke Rasmussen II                    |
| 28. November 2016                 | 27. Juni 2019                     | Ole Birk Olesen                     | Liberale Allianz                  | Regierung Lars Løkke Rasmussen III                   |
| 27. Juni 2019                     | 4. Februar 2022                   | Benny Engelbrecht                   | Socialdemokraterne                | Regierung Frederiksen I                              |
| 4. Februar 2022                   | 15. Dezember 2022                 | Trine Bramsen                       | Socialdemokraterne                | Regierung Frederiksen I                              |
| 15. Dezember 2022                 | amtierend                         | Thomas Danielsen                    | Venstre                           | Regierung Frederiksen II                             |

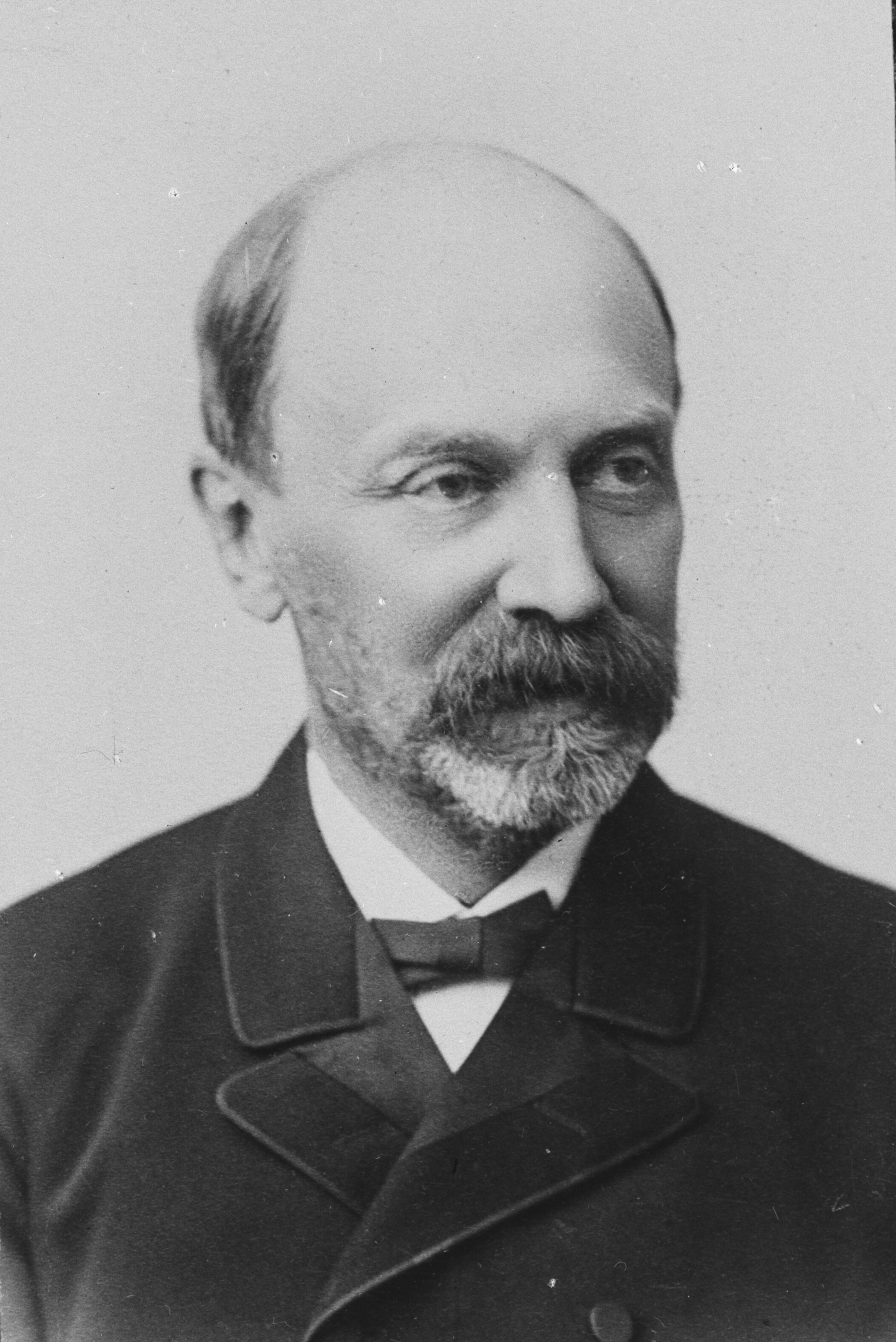
Hans Peter Ingerslev (erster Minister für öffentliche Arbeiten von 1894 bis 1896)
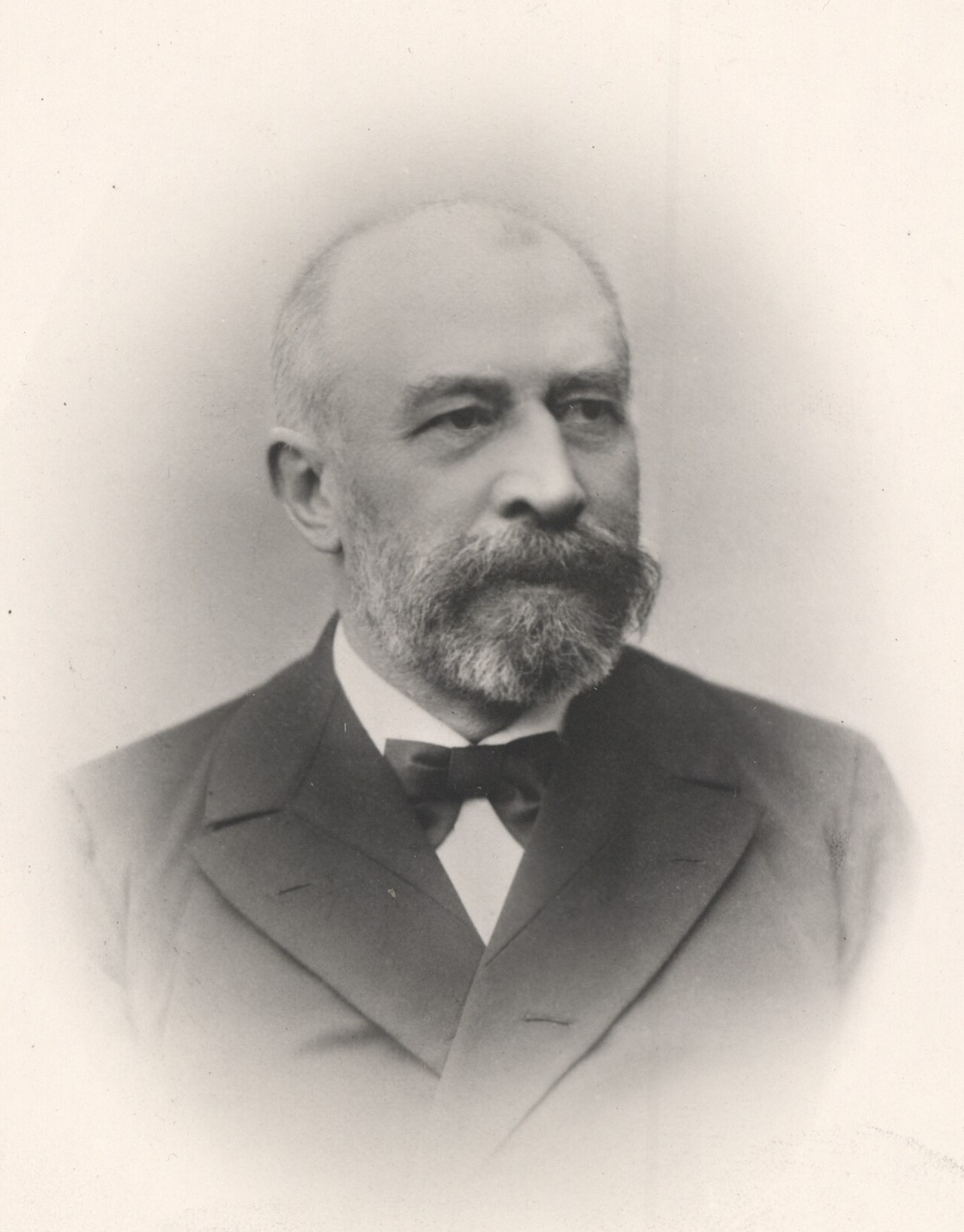
Hugo Egmont Hørring (1896–1897)
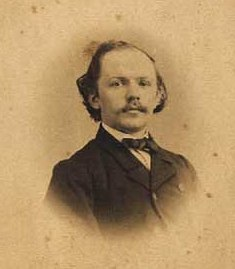
Christian Juul-Rysensteen (1900–1901)
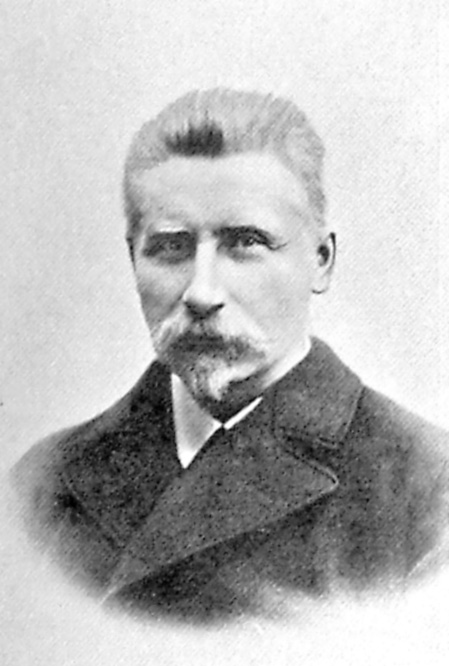
Viggo Hørup (1901–1902)
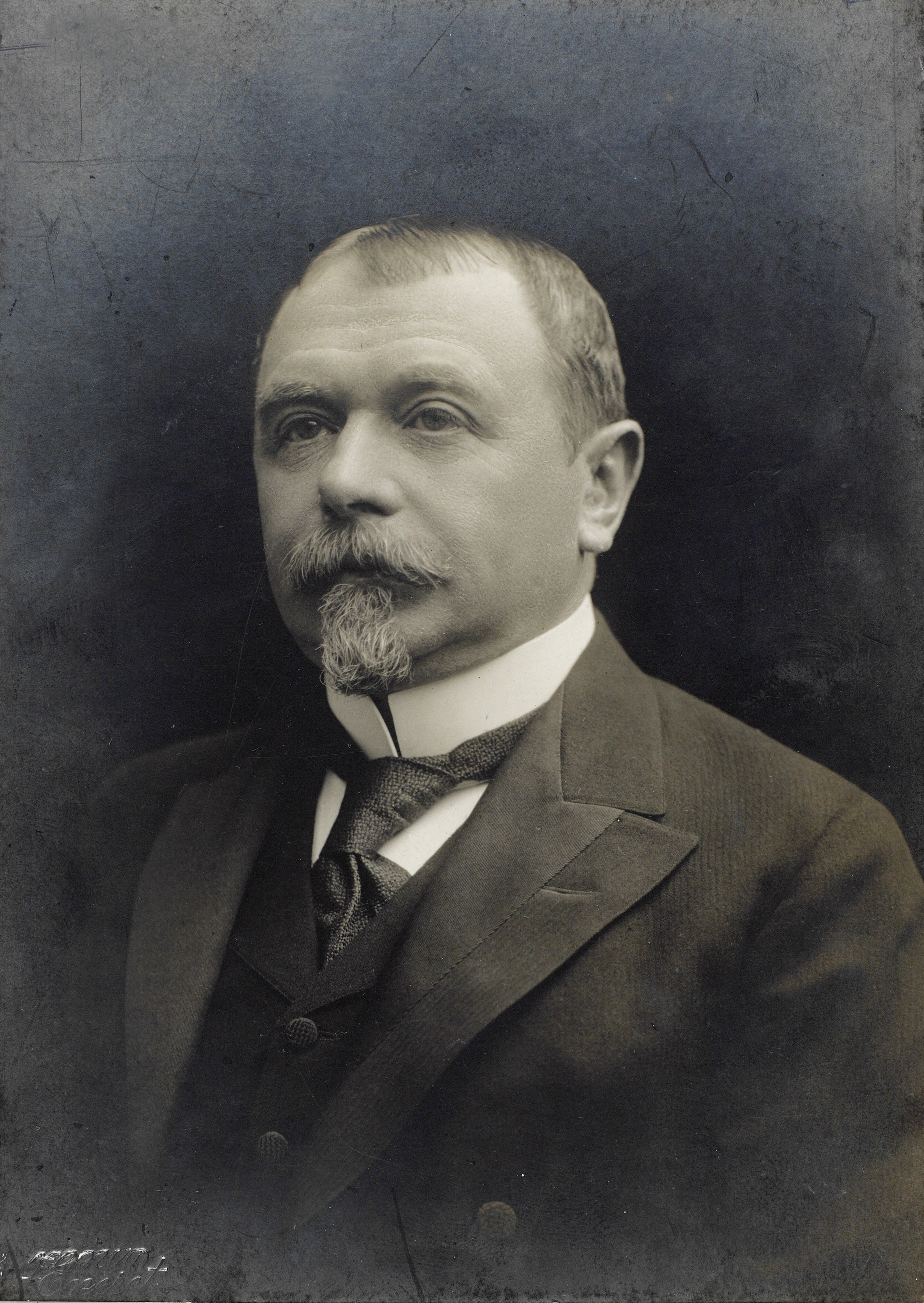
Christopher Hage (1902–1905)
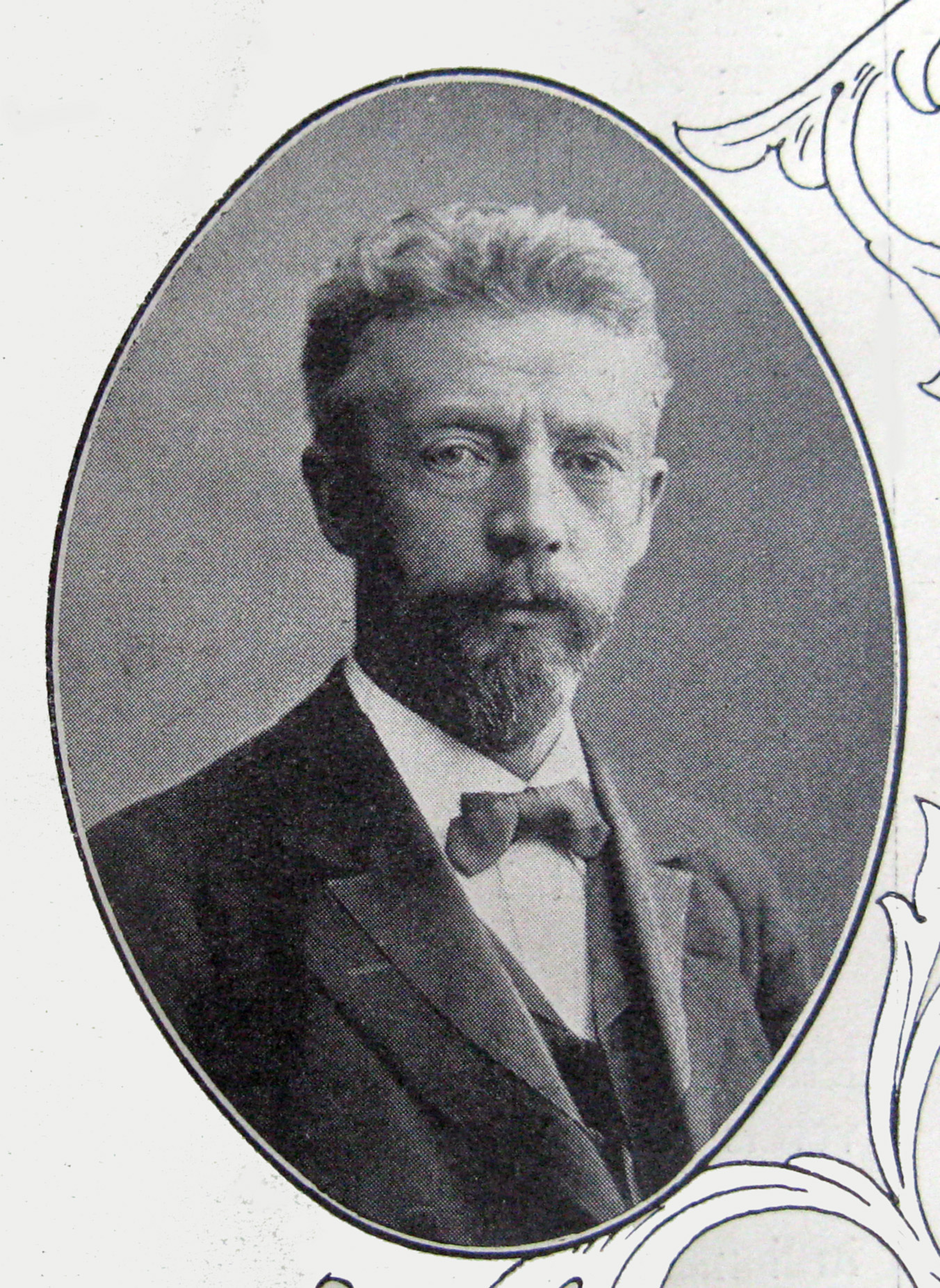
Svend Høgsbro (1905–1908)
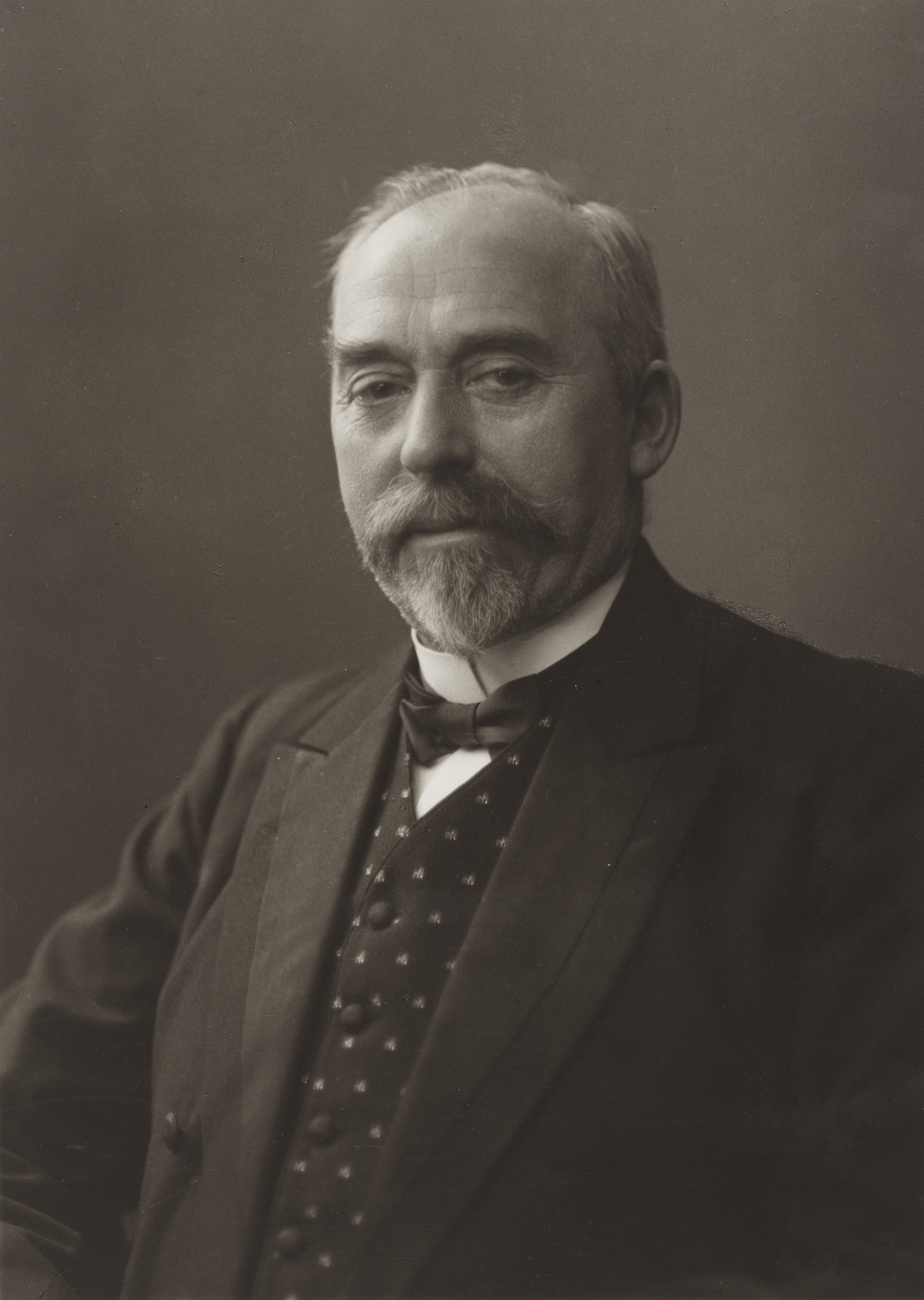
Jens Jensen-Sønderup (1908–1909)
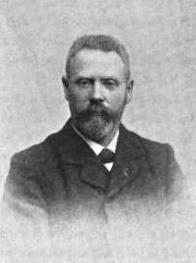
Thomas Christian Larsen (1909 und 1910–1913)
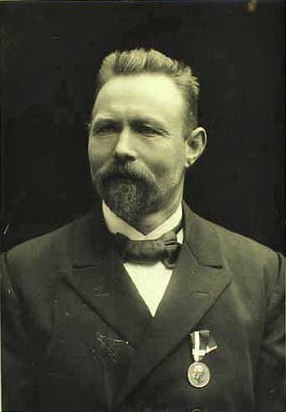
Jens Jørgen Jensen-Onsted (1909–1910)
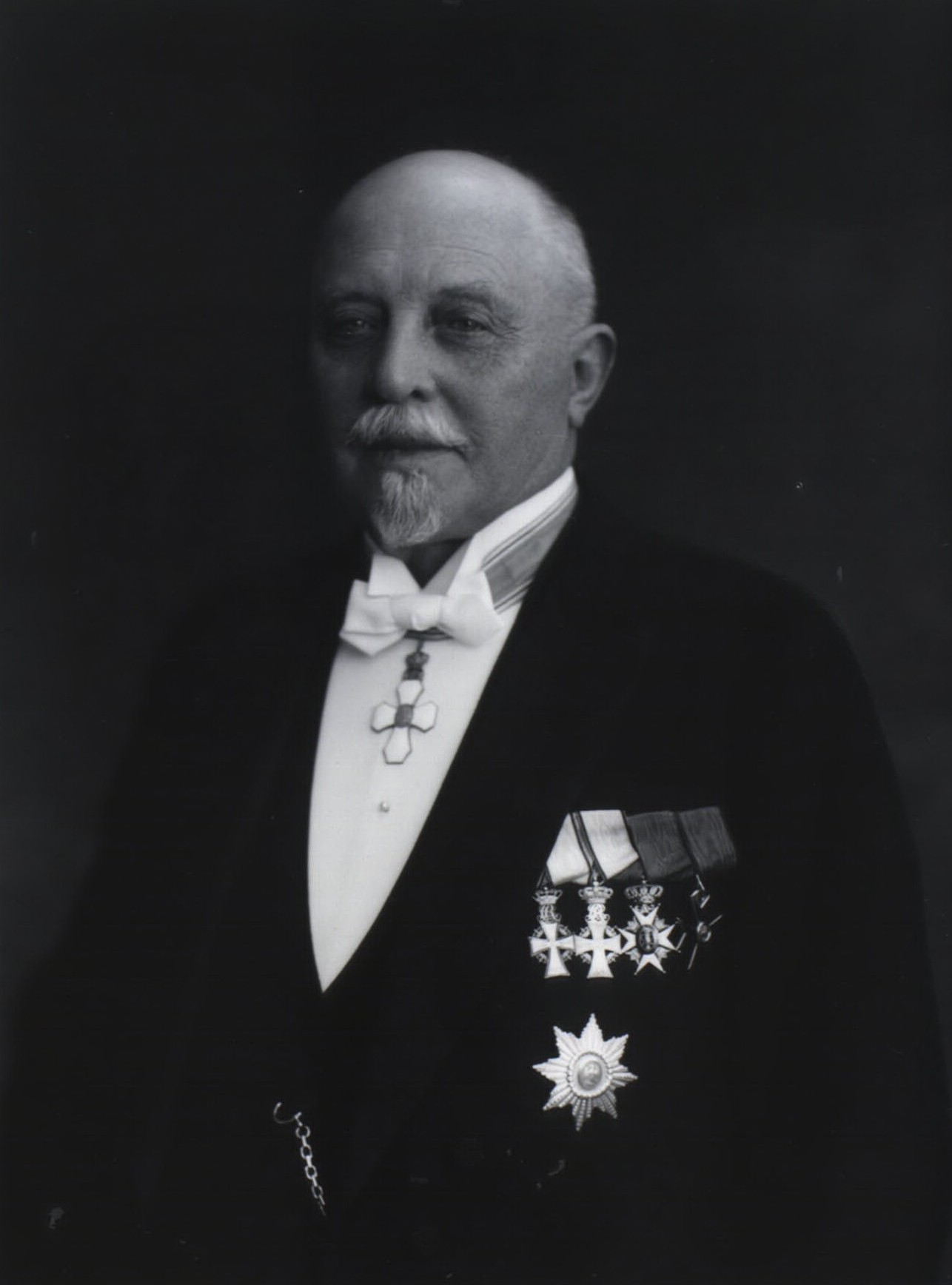
Niels Christensen Monberg (1920)
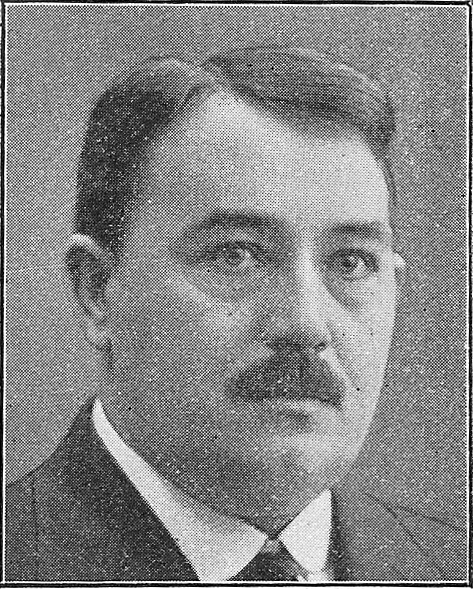
Marius Abel Nielsen Slebsager (1920–1924)
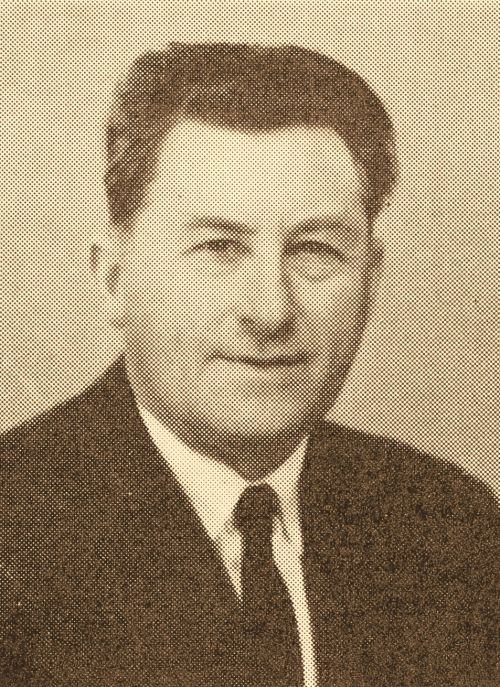
Kresten Damsgaard (1973–1975)
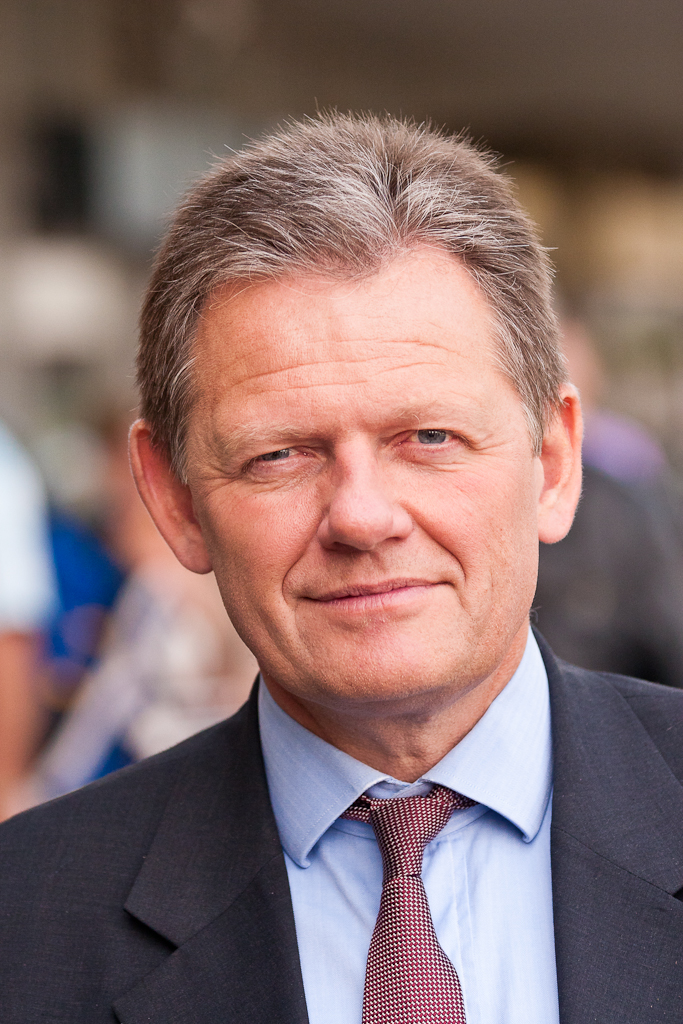
Lars Barfoed (2008–2010)
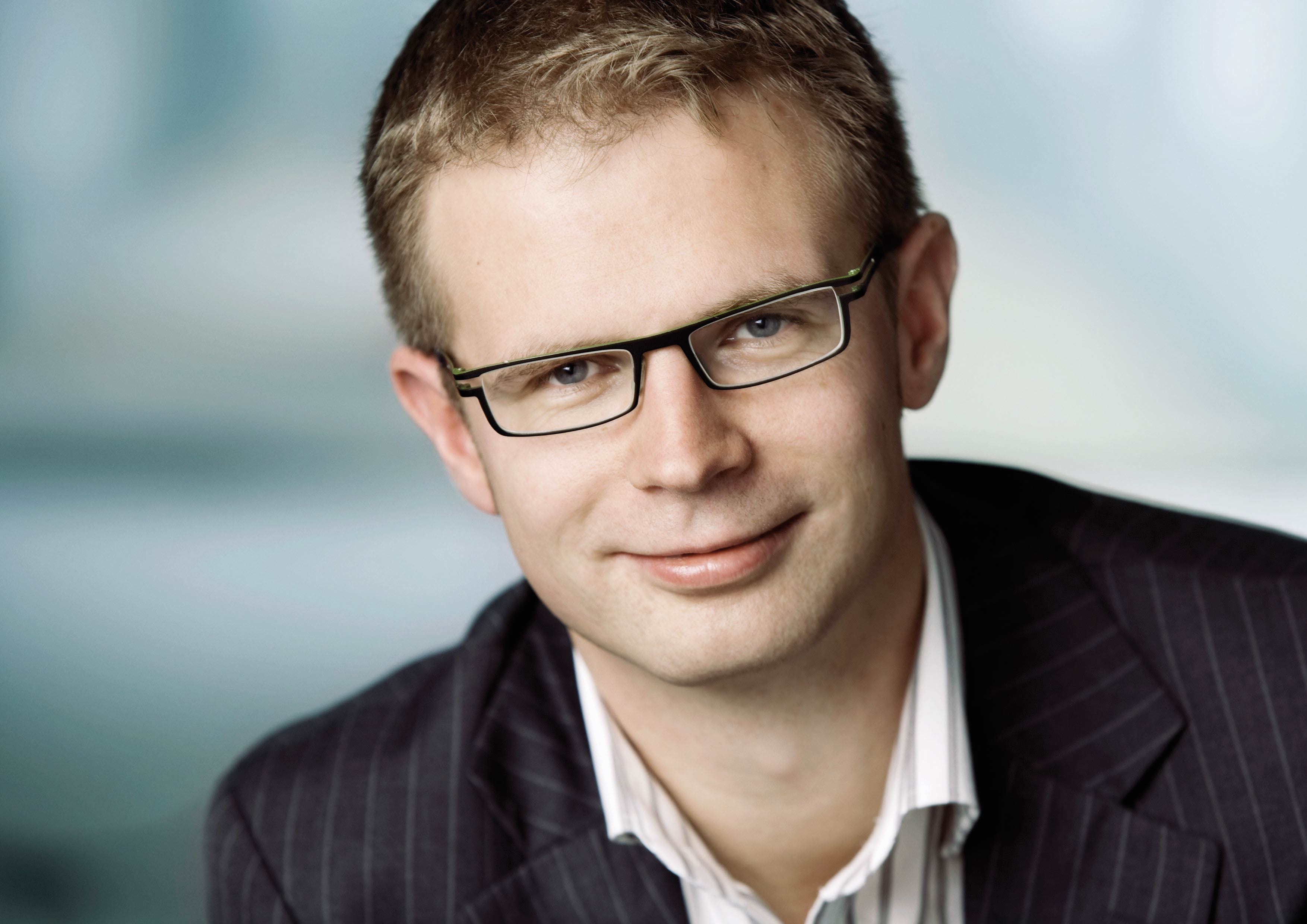
Benny Engelbrecht (2019–2022)